# Emanuele Zenucchi
Emanuele Zenucchi (Bergamo, 3 luglio 1969) è un ultramaratoneta e maratoneta italiano.

## Biografia
In carriera ha ottenuto una vittoria ed un secondo posto alla Strasimeno, due vittorie, un secondo posto ed un terzo posto alla 50 km di Romagna ed un terzo posto alla SuperMaratona dell'Etna.
Ha corso complessivamente 131 maratone, con 41 vittorie, 30 secondi posti e 16 terzi posti.
Nel 2011 è stato campione italiano di categoria SM40 di maratona, mentre nel 2014 è stato campione italiano di categoria SM45 sempre nella maratona.

## Campionati nazionali
1997
- 14º ai campionati italiani, 10000 m - 30'32"44

2005
- Argento ai campionati italiani master di maratonina, categoria SM35 - 1h06'48"[3]

2010
- Oro ai campionati italiani di 50 km su strada - 3h01'46"[4]

2014
- Oro ai campionati italiani master di maratona, categoria SM45 - 2h32'39"

## Altre competizioni internazionali
1991
- 9º alla Maratonina dell'Epifania ( Cremona-Casalmorano) - 1h11'16"
- Bronzo al Cross di Ponte San Pietro ( Ponte San Pietro)

1992
- 7º al Circuito di Molinella ( Molinella) - 30'47"
- Oro alla Tutti a Pei	( Ceriale), 8 km
- 4º al Cross di Rovetta ( Rovetta)

1993
- 9° al Circuito di Molinella ( Molinella), 10 km - 30'24"

1994
- Oro al Trofeo Alberto Zanni ( Vertova)[5]

1995
- 11º alla Maratona di Cesano Boscone ( Cesano Boscone) - 2h20'59"
- 8º alla Mezza maratona del Garda ( Gargnano) - 1h05'56"
- 11º alla Montefortiana Turà ( Monteforte d'Alpone), 10,6 km

1996
- 12º alla Maratona di Roma ( Roma) - 2h20'03"
- Argento alla Maratona di Cesano Boscone ( Cesano Boscone) - 2h15'29"
- Oro alla Milano-Pavia ( Pavia), 33 km - 1h52'57"
- 13º alla Mezza maratona del Garda ( Gargnano) - 1h03'13"
- 8º alla Maratonina delle Quattro Porte ( Pieve di Cento) - 1h06'51"
- Oro alla Mezza maratona di Alessandria ( Alessandria) - 1h07'07"
- Oro al Trofeo Alberto Zanni ( Vertova)[5]

1997
- 5º alla Maratona dell'Alto Adige ( Egna) - 2h23'09"
- Oro alla Maratona del Lamone ( Russi) - 2h21'09"
- 6º alla Maratonina della Pace ( Villa Lagarina) - 1h05'21"
- Argento alla Mezza maratona di Busto Arsizio ( Busto Arsizio) - 1h05'27"

1998
- Oro alla Monza-Resegone ( Monza) - 3h08'04" (in squadra con Leandro Sgrò e Franco Clima)[6]
- 6º alla Straborbera ( Cabella Ligure) - 2h38'57"
- 6º alla Mezza maratona di Alessandria ( Alessandria) - 1h07'55"

1999
- Bronzo alla Maratona di Livorno ( Livorno) - 2h19'56"
- 5º alla Maratona dei Luoghi Verdiani ( Busseto) - 2h26'09"
- Oro alla Straborbera ( Cabella Ligure) - 2h27'04"
- Oro alla Monza-Resegone ( Monza) - 3h04'25" (in squadra con Leandro Sgrò e Franco Clima)[6]
- 8º alla Mezza maratona del Garda ( Gargnano) - 1h04'31"
- 10º alla Mezza maratona di Parma ( Parma) - 1h04'47"
- 7º alla Maratonina della Pace ( Villa Lagarina) - 1h05'21"
- Argento alla Mezza maratona della Valcamonica ( Esine) - 1h06'51"
- 15º alla Mezza maratona di Paderno Dugnano ( Paderno Dugnano) - 1h07'13"
- 5º alla Mezza maratona dei laghi ( Bellaria-Igea Marina) - 1h07'29"
- 5º alla Fusoloppet ( Fusignano) - 1h08'14"
- 19º alla Corrida di San Geminiano ( Modena), 13,1 km
- 10º alla Corsa della Madonnina ( Modena), 11,8 km
- Oro alla Moggio Artavaggio ( Moggio), 2 miglia - 25'28"

2000
- 4º alla Maratona di Firenze ( Firenze) - 2h17'02"
- Oro alla Maratona di Como ( Como) - 2h15'24"
- Oro alla Maratona di Reggio Emilia ( Reggio Emilia) - 2h15'51"
- Argento alla Maratona dei Tre Comuni ( Calderara di Reno) - 2h19'32"
- Bronzo alla Maratona dei Luoghi Verdiani ( Busseto) - 2h18'39"
- Oro alla Monza-Resegone ( Monza) - 3h00'54" (in squadra con Cosentino e Poletti)[7]
- 32º alla Stramilano ( Milano) - 1h04'51"
- 11º alla Mezza maratona di Parma ( Parma) - 1h05'13"
- 6º alla Mezza maratona di Ravenna ( Ravenna) - 1h05'51"
- 6º alla Maratonina d'inverno ( San Bartolomeo in Bosco) - 1h08'15"
- Argento alla Stralivigno ( Livigno), 19,2 km - 1h11'33"
- Argento alla Corsa del Lupos ( Lumezzane), 12,9 km - 40'15"
- 9º alla Montefortiana Turà ( Monteforte d'Alpone), 10,6 km - 31'37"
- 10º alla Night Run Gazzetta ( Parma) - 30'34"

2001
- Oro alla Maratona di Genova ( Genova) - 2h17'00"
- Argento alla Maratona dei Luoghi Verdiani ( Busseto) - 2h17'20"
- Oro alla Maratona del Lamone ( Russi) - 2h17'59"
- Oro alla Maratona di Alessandria ( Alessandria) - 2h19'04"
- Oro alla Straborbera ( Cabella Ligure) - 2h21'23"
- Oro alla Maratona di Custoza ( Sommacampagna) - 2h22'21"
- 10º alla Maratona di Barcellona ( Barcellona) - 2h23'49"
- Argento alla Maratona dei Tre Comuni ( Calderara di Reno) - 2h24'05"
- Bronzo alla Maratona di Gorizia ( Gorizia) - 2h24'35"
- Bronzo alla Three Hearts Marathon ( Radenci) - 2h25'59"
- 5º alla Maratona del Piceno ( Grottazzolina) - 2h27'56"
- Oro alla Monza-Resegone ( Monza) - 3h05'37" (in squadra con Cosentino e Poletti)[6]
- Argento alla Stralivigno ( Livigno), 22 km - 1h14'52"
- 4º alla Maratonina del Campanile ( Ponte San Giovanni) - 1h05'38"[8]
- 7º alla 10 km di Gualtieri ( Gualtieri) - 29'37"
- 10º alla Team Italia Cup ( Bergamo), 6 km - 17'43"

2002
- Argento alla Maratona di Bergamo ( Bergamo) - 2h17'47"
- Argento alla Maratona di Reggio Emilia ( Reggio Emilia) - 2h16'06"
- Argento alla Maratona del Lamone ( Russi) - 2h16'49"
- Argento alla Maratona di Bruges ( Bruges) - 2h16'51"
- Argento alla Maratona di Ferrara ( Ferrara) - 2h17'13"
- Argento alla Maratona dei Tre Comuni ( Calderara di Reno) - 2h18'44"
- Oro alla Maratona del Mugello ( Borgo San Lorenzo) - 2h27'45"
- Argento alla Straborbera ( Cabella Ligure) - 2h27'53"
- Oro alla Maratona di Plitvice ( Plitvička Jezera) - 2h28'26"
- Oro alla Monza-Resegone ( Monza) - 3h13'06" (in squadra con Cosentino e Lorenzo Merli)[6]
- Argento alla Mezza maratona del Garda ( Gargnano) - 1h04'34"
- Argento alla Mezza maratona di Riva del Garda ( Riva del Garda) - 1h05'17"
- Argento alla Mezza maratona di Cremona ( Cremona) - 1h06'08"
- 4º alla Mezza maratona dei laghi ( Bellaria-Igea Marina) - 1h06'53"
- 4º alla Stralivigno ( Livigno) - 1h15'21"
- 22º alla BOclassic ( Bolzano) - 30'28"
- 10º al Palio delle Porte ( Martinengo) - 30'44"

2003
- Oro alla Bologna-Zocca ( Bologna), 50 km - 3h03'35"
- 4º alla Monaco Run - Riviera Classic ( Monaco) - 2h20'29"
- Oro alla Maratona di Bergamo ( Bergamo) - 2h22'03"
- Oro alla Maratona del Salento ( Parabita) - 2h14'40"
- Oro alla Maratona di Ravenna ( Ravenna) - 2h17'44"
- 6º alla Maratona di Reggio Emilia ( Reggio Emilia) - 2h20'59"
- Oro alla Maratona dei Tre Comuni ( Calderara di Reno) - 2h22'55"
- 4º alla Maratona di Rimini ( Rimini) - 2h23'01"
- Oro alla Maratona di Sommacampagna ( Sommacampagna) - 2h24'31"
- Argento alla Straborbera ( Cabella Ligure) - 2h26'05"
- 11º alla Maratona di Marsiglia ( Marsiglia) - 2h26'41"
- 6º alla Maratona di Genova ( Genova) - 2h26'51"
- 4º alla Maratona di Piacenza ( Piacenza) - 2h27'24"
- 10º alla Maratona di Belgrado ( Belgrado) - 2h29'15"
- Oro alla Monza-Resegone ( Monza) - 3h09'43" (in squadra con Giorgio Calcaterra e Lorenzo Merli)[6]
- 4º alla Mezza maratona di Prato ( Prato) - 1h07'06"
- 8º alla Mezza maratona di Bologna ( Bologna) - 1h07'53"
- 11º alla Maratonina d'inverno ( San Bartolomeo in Bosco) - 1h08'18"
- 9º alla Mezza maratona di Verona ( Verona) - 1h10'51"
- 4º alla Stralivigno ( Livigno) - 1h14'05"
- 23º alla Corrida di San Geminiano ( Modena), 13,1 km - 40'09"
- 9º al Giro Podistico Città di Pordenone ( Pordenone), 8,3 km - 25'53"
- Oro al Trofeo Alberto Zanni ( Vertova)[5]

2004
- 9º alla Maratona di Firenze ( Firenze) - 2h21'11"
- 9º alla Maratona di Treviso ( Treviso) - 2h23'08"
- Argento alla Maratona di Bergamo ( Bergamo) - 2h19'22"
- Bronzo alla ColleMar-athon ( Fano) - 2h26'17"
- Oro alla Maratona di Piacenza ( Piacenza) - 2h17'18"
- Oro alla Maratona di Livorno ( Livorno) - 2h19'34"
- 5º alla Maratona di Reggio Emilia ( Reggio Emilia) - 2h19'41"
- Oro alla Maratona dei Tre Comuni ( Calderara di Reno) - 2h21'05"
- Bronzo alla Maratona di Prato ( Prato) - 2h21'25"
- 4º alla Maratona del Lamone ( Russi) - 2h21'31"
- Argento alla Maratona di Ostia ( Ostia) - 2h22'18"
- Oro alla Maratona del Salento ( Parabita) - 2h22'56"
- Argento alla Maratona di Genova ( Genova) - 2h22'58"
- Argento alla Maratona di Bologna ( Bologna) - 2h23'51"
- 6º alla Maratona di Lubiana ( Lubiana) - 2h24'48"
- Oro alla Maratona di Plitvice ( Plitvička Jezera) - 2h26'57"
- Argento alla Maratona del Barocco ( Ragusa) - 2h28'54"
- Oro alla Monza-Resegone ( Monza) - 3h03'53" (in squadra con Giorgio Calcaterra e Lorenzo Merli)[6]
- 5º alla Stralivigno ( Livigno) - 1h14'05"[9]
- Argento alla Mezza maratona di Verona ( Verona) - 1h05'56"
- Argento alla Mezza maratona di Castel Rozzone ( Castel Rozzone) - 1h06'28"
- Bronzo alla Mezza maratona di Voltana ( Voltana) - 1h06'58"
- Bronzo alla Mezza maratona di Bedizzole ( Bedizzole) - 1h07'12"
- 4º alla Maratonina dei Turchi ( Ceriale) - 1h07'30"
- 13º alla Montefortiana Turà ( Monteforte d'Alpone), 10,6 km
- 7º al Trofeo Montestella ( Milano) - 30'05"
- 12º alla Corrida di San Lorenzo ( Zogno), 8 km - 24'27"[10]

2005
- Oro alla 50 km di Romagna ( Castel Bolognese), 50 km - 2h50'14"
- Bronzo alla Maratona del Lamone ( Russi) - 2h19'31"
- Oro alla Maratona dei Tre Comuni ( Calderara di Reno) - 2h20'20"
- Oro alla Maratona di Zagabria ( Zagabria) - 2h20'36"
- Argento alla Maratona di Piacenza ( Piacenza) - 2h21'33"
- Bronzo alla Maratona di Ostia ( Ostia) - 2h23'35"
- Oro alla Maratona del Gargano ( Cagnano Varano) - 2h23'48"
- Bronzo alla Maratona di Verona ( Verona) - 2h24'04"
- Oro alla Maratona di Custoza ( Sommacampagna) - 2h24'21"
- 6º alla Maratona di Brescia ( Brescia) - 2h24'36"
- Oro alla Maratona di Parenzo ( Parenzo) - 2h26'32"
- Oro alla Maratona del Mugello ( Borgo San Lorenzo) - 2h26'51"
- Oro alla Maratona di Plitvice ( Plitvička Jezera) - 2h30'18"
- Oro alla Monza-Resegone ( Monza) - 3h02'59" (in squadra con Giorgio Calcaterra e Lorenzo Merli)[6]
- 8º alla Mezza maratona del Garda ( Toscolano Maderno) - 1h05'30"
- Oro alla Mezza maratona di Alessandria ( Alessandria) - 1h06'28"
- 9º alla Mezza maratona di Cremona ( Cremona) - 1h06'40"
- 4º alla Mezza maratona di Castel Rozzone ( Castel Rozzone) - 1h07'43"
- 4º alla Mezza maratona di Bergamo ( Bergamo) - 1h09'42"
- 8º alla Stralivigno ( Livigno) - 1h20'30"
- 22º alla Montefortiana Turà ( Monteforte d'Alpone), 10,6 km - 33'04"
- Bronzo al Trofeo Montestella ( Milano) - 30'44"

2006
- 28º alla Maratona di Roma ( Roma) - 2h27'26"
- Oro alla Maratona sul Brembo ( Treviolo) - 2h31'41"
- Argento alla Maratona del Lamone ( Russi) - 2h20'04"
- 4º alla Maratona di Zagabria ( Zagabria) - 2h23'10"
- Bronzo alla Maratona di Alessandria ( Alessandria) - 2h23'40"
- 4º alla Maratona di Piacenza ( Piacenza) - 2h24'34"
- Oro alla Maratona di Siracusa ( Siracusa) - 2h28'04"
- Bronzo alla Maratona di Ravenna ( Ravenna) - 2h28'58"
- 17º alla Maratona di Reggio Emilia ( Reggio Emilia) - 2h32'22"
- 7º alla Maratona di Livorno ( Livorno) - 2h33'13"
- Bronzo alla Maratona del Barocco ( Ragusa) - 2h35'08"
- 5º alla Maratona di Plitvice ( Plitvička Jezera) - 2h40'50"
- Oro alla Monza-Resegone ( Monza) - 3h07'53" (in squadra con Giorgio Calcaterra e Lorenzo Merli)[6]
- Argento alla Mezza maratona di Castel Rozzone ( Castel Rozzone) - 1h07'11"
- Bronzo alla Mezza maratona di Verona ( Verona) - 1h07'20"
- Bronzo alla Maratonina di San Gaudenzio ( Novara) - 1h07'45"
- 5º alla Mezza maratona di Voltana ( Voltana) - 1h08'00"
- Argento alla Mezza maratona di San Giovanni in Marignano ( San Giovanni in Marignano) - 1h08'03"
- Argento al Gran Premio Liberazione ( Alfonsine) - 1h08'26"
- 4º alla Mezza maratona di Bergamo ( Bergamo) - 1h08'36"
- 14º alla Mezza maratona del Garda ( Toscolano Maderno) - 1h08'42"
- 7º alla Mezza maratona di Treviglio ( Treviglio) - 1h09'18"[11]
- Bronzo alla Mezza maratona di Signo ( Signo) - 1h11'07"
- 7º alla Cinque Ville ( Bertinoro), 13,4 km - 43'04"
- Bronzo al Memorial Pierluigi Plebani ( Adrara San Martino), 10,3 km - 49'00"

2007
- 15º alla Maratona d'Italia  Carpi) - 2h24'13"
- Oro alla Maratona di Bergamo ( Bergamo) - 2h22'20"
- 5º alla Maratona di Piacenza ( Piacenza) - 2h26'52"
- 5º alla Maratona del mare ( Sanremo) - 2h17'12"
- 6º alla Maratona di Livorno ( Livorno) - 2h28'29"
- Oro alla Maratona di Innsbruck ( Innsbruck) - 2h28'50"
- Argento alla Maratona del Mugello ( Borgo San Lorenzo) - 2h33'35"
- Oro alla Maratona di Custoza ( Sommacampagna) - 2h35'17"
- Argento alla Maratona del riso ( Vercelli) - 2h36'00"
- 7º alla Mezza maratona di Treviglio ( Treviglio) - 1h07'56"
- Bronzo alla Mezza maratona di Verona ( Verona) - 1h08'57"
- 8º alla Maratonina di Primavera ( Merano) - 1h09'05"
- 5º alla Mezza maratona di Castel Rozzone ( Castel Rozzone) - 1h09'17"
- 13º alla Mezza maratona di Brescia ( Brescia) - 1h10'52"
- 16º al Trofeo Tre Campanili ( Vestone) - 1h26'35"
- 7º al Memorial Partigiani Stellina ( Costa Rosa), 14,5 km - 1h28'00"
- Argento al Memorial Pierluigi Plebani ( Adrara San Martino), 10,3 km - 47'56"

2008
- Oro alla Traslaval ( Val di Fassa), 5 tappe - 3h57'27"[12]
- Argento alla Maratona di Bergamo ( Bergamo) - 2h28'17"
- Bronzo alla Maratona di Piacenza ( Piacenza) - 2h26'26"
- 5º alla Maratona del Lamone ( Russi) - 2h27'10"
- 4º alla Maratona di Pescara ( Pescara) - 2h28'30"
- 5º alla Maratona di Napoli ( Napoli) - 2h28'41"
- Argento alla Maratona dei Borghi Frentani ( Lanciano) - 2h30'25"
- 5º alla Maratona della Pace ( Međugorje) - 2h32'30"
- Bronzo alla Maratona di Plitvice ( Plitvička Jezera) - 2h37'54"
- Oro alla Lessinia Running ( Bosco Chiesanuova), 32 km - 2h11'04"
- 4º alla Marcialonga Running ( Cavalese), 24,2 km - 1h25'58"
- 5º alla Mezza maratona di Bologna ( Bologna) - 1h06'58"
- Oro alla Mezza maratona di Como ( Como) - 1h08'47"
- 5º alla Maratonina della Vittoria Alata ( Vittorio Veneto) - 1h08'55"
- Oro alla Mezza maratona di Rosolina ( Rosolina) - 1h09'45"
- 4º alla Mezza maratona di Cantù ( Cantù) - 1h11'36"
- 6º alla Montefortiana Turà ( Monteforte d'Alpone) - 1h16'21"
- 12º alla Dieci Miglia del Garda ( Navazzo), 10 miglia - 52'27"
- 27º al Memorial Pierluigi Plebani ( Adrara San Martino), 10,3 km - 48'20"
- 14º al Palio della Porte ( Martinengo) - 31'47"
- Bronzo al Trofeo Alberto Zanni ( Vertova)[13]
- 5º al Trofeo Sportland ( Villanuova sul Clisi) - 22'09"[14]

2009
- Oro alla Strasimeno ( Castiglione del Lago), 58 km - 3h39'19"
- Oro alla 50 km di Romagna ( Castel Bolognese), 50 km - 2h55'08"
- Oro alla Maratona sul Brembo ( Treviolo) - 2h42'03"
- 5º alla Maratona di Livorno ( Livorno) - 2h23'25"
- Oro alla Maratona del Mugello ( Borgo San Lorenzo) - 2h29'12"
- Argento alla Maratona della Brianza ( Seregno) - 2h29'17"
- Argento alla Maratona di Pisa ( Pisa) - 2h28'01"
- Oro alla Maratona di Siracusa ( Siracusa) - 2h31'10"
- Argento alla Maratona di Custoza ( Sommacampagna) - 2h32'21"
- Oro alla Maratona dei Tre Comuni ( Calderara di Reno) - 2h33'16"
- Argento alla Maratona del Salento ( Parabita) - 2h35'01"
- Oro alla Lessinia Running ( Bosco Chiesanuova), 32 km - 2h04'31"
- Bronzo alla Mezza maratona di Imperia ( Imperia) - 1h08'00"
- Argento alla Maratonina d'autunno ( Novi Ligure) - 1h09'34"
- Bronzo alla Mezza maratona di Sirone ( Sirone) - 1h10'37"
- Oro alla Scalata dello Zucco ( San Pellegrino Terme), 13 km - 1h03'44"
- 12º alla Tarvisio-Monte Lussari ( Tarvisio), 11 km - 54'51"
- 10º al Palio della Porte ( Martinengo) - 32'06"
- Oro al Trofeo Jack Canali ( Albavilla) - 37'31"[15]

2010
- Argento alla Strasimeno ( Castiglione del Lago), 58 km - 3h37'00"
- Argento alla 50 km di Romagna ( Castel Bolognese), 50 km - 3h01'46"
- Oro alla Maratona di Bergamo ( Bergamo) - 2h25'21"
- 5º alla Maratona di Lucca ( Lucca) - 2h24'45"
- Argento alla Maratona dell'Adriatico ( Martinsicuro) - 2h25'13"
- 4º alla Maratona di Brescia ( Brescia) - 2h27'16"
- 6º alla Maratona di Livorno ( Livorno) - 2h29'17"
- Oro alla Maratona del riso ( Vercelli) - 2h30'44"
- Oro alla Monza-Resegone ( Monza) - 3h04'28" (in squadra con Orazio Bottura e Dario Rognoni)[6]
- 7º alla Mezza maratona di Gardaland ( Castelnuovo del Garda) - 1h08'25"
- 11º alla Maratonina di Pasquetta ( Gualtieri) - 1h08'37"
- Argento alla Maratonina del Basso Garda ( Carpenedolo) - 1h08'37"
- Bronzo al Cross Baia del Re ( Fiorano al Serio)
- 10º alla Mezza maratona di Genova ( Genova) - 1h13'44"

2011
- Oro alla 50 Km Lungo il Mare ( Bordighera), 50 km - 3h16'02"[16]
- 20º alla Milano Marathon ( Milano) - 2h41'25"
- Oro alla Maratona sul Brembo ( Treviolo) - 2h30'39"
- Bronzo alla Maratona di Bergamo ( Bergamo) - 2h33'41"
- Oro alla Maratona di Livorno ( Livorno) - 2h25'52"
- 7º alla Maratona del Lago Maggiore ( Verbania) - 2h27'57"
- Argento alla Maratona di Custoza ( Sommacampagna) - 2h40'25"
- Oro alla Monza-Resegone ( Monza) - 3h02'19" (in squadra con Pietro Colnaghi e Filippo Ba)[6]
- 8º alla Maratonina del Basso Garda ( Carpenedolo) - 1h08'31"
- 4º alla Mezza maratona di Crema ( Crema) - 1h09'58"
- Bronzo alla Maratonina delle Groane ( Senago) - 1h11'58"
- 7º alla Mezza maratona di Cantù ( Cantù) - 1h12'13"
- 10º alla Mezza maratona di Genova ( Genova) - 1h13'44"
- 20º alla Mezza maratona di Lecco ( Lecco) - 1h17'36"

2012
- Bronzo alla 50 km di Romagna ( Castel Bolognese), 50 km - 3h11'52"
- Bronzo alla SuperMaratona dell'Etna ( Fiumefreddo di Sicilia) - 4h22'50"
- 29º alla Milano Marathon ( Milano) - 2h35'39"
- 9º alla Maratona di Piacenza ( Piacenza) - 2h42'12"
- Argento al Giro del Lago di Varese ( Biandronno), 25 km - 1h26'26"
- 4º alla Mezza maratona di Cernusco sul Naviglio ( Cernusco sul Naviglio) - 1h12'41"
- 4º alla Mezza maratona di Colico ( Colico) - 1h13'29"
- 12º alla Mezza maratona di Brescia ( Brescia) - 1h14'11"
- 9º alla Montefortiana Turà ( Monteforte d'Alpone) - 1h15'31"
- Bronzo alla 10 km del Parco Nord ( Milano)
- 14º alla Scalata dello Zucco ( San Pellegrino Terme), 13 km - 1h13'07"[17]

2013
- 11º alla Milano Marathon ( Milano) - 2h34'54"
- 10º alla Dieci Miglia del Castello ( Endine Gaiano), 10 miglia - 55'29"
- 10º alla Scalata dello Zucco ( San Pellegrino Terme), 13 km - 1h11'28"
- 15º alla 10 km di Presezzo ( Presezzo) - 33'57"

2014
- 14º alla Milano Marathon ( Milano) - 2h32'39"
- Bronzo alla Maratona di Ferrara ( Ferrara) - 2h33'48"
- Argento alla Maratona del riso ( Vercelli) - 2h33'51"
- Oro alla Monza-Resegone ( Monza) - 3h15'04" (in squadra con Francesco Bianco ed Adelhadi Tyar)[6]
- 10º alla Mezza maratona di Treviglio ( Treviglio) - 1h10'32"
- 6º alla Mezza maratona sul Brembo ( Dalmine) - 1h13'19"

2015
- 45º alla Milano Marathon ( Milano) - 2h51'00"
- 30º alla Monza/Resegone ( Resegone) - 3h42'16"[18]
- Oro alla Monza-Resegone ( Monza), squadre miste - 3h42'16" (in squadra con Adelhadi Tyar e Monica Carlin)[6]
- 13º alla Mezza sul Serio ( Vertova) - 1h15'27"
- 8º alla Mezza maratona di Cernusco Lombardone	( Cernusco Lombardone) - 1h16'54"
- 15º alla 10 km di Castel Rozzone ( Castel Rozzone) - 35'06"

2017
- 5º alla Mezza maratona di Castel Rozzone ( Castel Rozzone) - 1h14'50"
- 5º alla Mezza maratona di Monza ( Monza) - 1h17'28"
- 39º alla Mezza maratona di Treviglio ( Treviglio) - 1h18'32"
- 42º alla Mezza maratona sul Brembo ( Dalmine) - 1h22'14"
- 13º alla Corrida di San Gerolamo ( Torre de' Roveri) - 24'30"[19]

## Procedimenti giudiziari
[modifica | modifica wikitesto]

### Spaccio di sostanze stupefacenti
[modifica | modifica wikitesto]
Il 15 luglio 2024 patteggia 6 mesi di reclusione e una multa da 1.400 euro dopo essere stato arrestato in maggio ad Azzano San Paolo dalla squadra mobile per spaccio di droga. Nella sua auto, una Fiat Panda, gli agenti gli avevano trovato 10 grammi di eroina e 3 grammi e mezzo di cocaina (droga confiscata insieme a un bilancino e a contanti). In aula, l'ex atleta ha giurato di non spacciare, ammettendo però di fare saltuariamente uso di droga. Zenucchi, a cui sono state riconosciute le attenuanti generiche, sconta la pena di 180 giorni di lavori di pubblica utilità, per 360 ore complessive, presso l'associazione "Diamoci la zampa".